# Tachtamukajskij rajon
Il Tachtamukajskij rajon (in russo Тахтамукайский район?) è un municipal'nyj rajon della Repubblica autonoma dell'Adighezia, in Russia. Occupa una superficie di circa 440 chilometri quadrati, ha come capoluogo Tachtamukaj e ospitava nel 2010 una popolazione di 66.331 abitanti.